# Bijeli kitovi
Bijeli kitovi su porodica iz reda kitova zubana. To su životinje duge oko 6 m i žive u sjevernim (prije svega arktičkim) morima. Tijelo im je tupo zaobljeno s ispupčenim čelom, prsne peraje su im relativno male i zaobljene a leđnu peraju uopće nemaju. Hrane se uglavnom na dnu. 
Srodnost bijelih kitova se ponekad osporava radi razlika u građi lubanje (prije svega zbog različite građe bubnjića). Druga morfološka i imunobiološka istraživanja su ipak potvrdila njihovu blisku srodnost. Osim međusobno, bijeli kitovi su bliski srodnici s dupinima i pliskavicama, pa ih se ponekad sve zajedno svrstava u nadporodicu Delphinoidea.
U ovu porodicu spadaju samo dvije vrste, narval ili kit kljovan (Monodon monoceros) i beluga ili bijeli kit (Delphinapterus leucas). Zbog vrlo velike sličnostis s bijelim kitovima, ranije se i Iravadi dupin svrstavao u ovu porodicu. Međutim, najnovija istraživanja su dokazala, da on nedvosmisleno pripada u skupinu pravih dupina.

## Vanjske poveznice
|  | Zajednički poslužitelj ima još gradiva o temi Bijeli kitovi |
|  | Wikivrste imaju podatke o taksonu Bijelim kitovima          |